# Hymenachne patens
Hymenachne patens là một loài thực vật có hoa trong họ Hòa thảo. Loài này được L.Liou mô tả khoa học đầu tiên năm 1989.